# Los años de Greta
Los años de Greta es una película mexicana de 1992 del género de drama, dirigida por Alberto Bojórquez. La cinta fue acreedora a tres premios ariel en 1993, mismos que se obtuvieron en las categorías a mejor actriz (Beatriz Aguirre), mejor coactuación masculina (Luis Aguilar) y mejor coactuación femenina (Meche Barba).
La trama de la película se centró en las personas de la tercera edad y sus distintas problemáticas en torno a sus años, además de hacer propaganda de protesta social contra el entonces gobierno mexicano; lo mencionado se debió a la falta de apoyo que se le otorgaba a los ancianos en ese entonces.

## Argumento
Greta es una mujer anciana que vive en un departamento con su sobrina, el esposo de esta y las dos hijas que tienen juntos. Debido a su edad busca algunas actividades en las que se pueda ocupar para no sentirse inservible o un estorbo para los demás. Siendo únicamente la tía, la familia la atiende pero no la consideran lo suficientemente importante para que continúe viviendo con ellos, por lo que en un intento de deshacerse de ella cambian su habitación a un cuarto de servicio en la azotea. Tiempo después la mujer sufre un accidente en el que se lesiona una pierna, así que le acondicionan un cuarto en el que comienza a quedarse, bajándola de la azotea para reincorporarla al apartamento. 
Greta tiene una amiga llamada Gloria, quien junto a su novio Pascual viven sus años de vejez como dos personas independientes que pueden valerse por sí mismas. Gloria le plantea el irse a vivir con ella para evitar tener problemas con su sobrina, algo a lo que ella acepta. Sin embargo, a Greta le aqueja el saber que su amiga tiene relaciones sexuales con Pascual, lo cual causa un poco de fricción entre ambas e incluso les produce celos simultáneos; pero poco a poco logran superar esta situación. 
Un día Greta sale a la calle queriendo ir a cobrar el cheque de su jubilación y toma un camión, pero cuando este choca con otro automóvil los pasajeros se bajan. Una señora le ofrece irse con ella y tomar otro camión juntas, pero ella no acepta y en su lugar le dice que vive cerca de donde sucedió el accidente para poder irse. Transcurre el tiempo y comienza a vagar por las calles, hasta llegar al punto en que no recuerda donde vive, el número telefónico de la casa de sus conocidos, y tampoco sabe dónde se encuentra. Un elemento de la policía la lleva a un asilo de ancianos, donde pasa la noche y se hace amiga de una indigente. Al día siguiente decide irse, y al hacerse de noche se refugia en la calle con la indigente que conoció. Con el transcurrir de la noche las dos se separan, y una patrulla se detiene a recoger a Greta luego de que un hombre les informara que ella se encontraba con la indigente. Luego de esto, Los policías se la llevan a reconocer el cadáver de la mujer, quien murió atropellada. Una vez ahí, ella les dice que no reconoce a la señora. La hija más pequeña de su sobrina, que además era la única que la apreciaba, la logra reconocer cuando pasan su fotografía en la televisión como parte del boletín de personas perdidas. Ella le informa esto a sus padres, pero creen que sólo está jugando, por lo cual no le toman importancia. Gloria y Pascual también la vieron, por ende este último la recoge y la trae de vuelta a casa. La escena final la muestra a ella y a sus amigos socializando en una reunión junto a otros ancianos.

## Reparto
- Beatriz Aguirre como Greta
- Pedro Armendáriz Jr. como Gustavo
- Helena Rojo como Nora
- Luis Aguilar como	Pascual
- Meche Barba como Gloria
- Evangelina Sosa como Norita
- Esther Fernández como maestra de Greta en clase de manualidades
- Sara Montes como pasajera en autobús
- Nora Veryán como Chofi / Sofía, la indigente (acreditada como Nora Vergean)
- Gloria Morell como Lucila, vecina anciana
- Nora Velázquez como enfermera en asilo de ancianos

## Crítica

### Premios
| Premio        | Año  | Categoría                   | Nominado (a)    | Resultado | Ref(s) |
| ------------- | ---- | --------------------------- | --------------- | --------- | ------ |
| Premios Ariel | 1993 | Mejor actriz                | Beatriz Aguirre | Ganadora  | [ 2 ]  |
| Premios Ariel | 1993 | Mejor coactuación masculina | Luis Aguilar    | Ganador   | [ 3 ]  |
| Premios Ariel | 1993 | Mejor coactuación femenina  | Meche Barba     | Ganadora  | [ 4 ]  |